# ピカソ君の探偵ノート
『ピカソ君の探偵ノート』（ピカソくんのたんていノート）は、舟崎克彦によるシリーズ物の児童文学作品。第1作『ピカソ君の探偵帳』は、1981年に『子どもの館』誌に連載され、1983年5月に福音館書店から刊行されたが、1994年11月にパロル舎から『ピカソ君の探偵ノート』の題名で復刊された。
中途身体障害者の社会復帰というテーマが奥底に流れている、フィクション物の児童文学としては異色の作品である。

## 内容
主人公、杉本光素（みつもと）は通称ピカソ君。桜町小学校の6年生で見た目も小学生だが、本当の年齢は23歳。スポーツカーを乗り回し、酒も煙草も嗜む青年である（警察署の署長と碁を打つ仲でもある）。彼は10年以上前、サウスポー選手としてリトルリーグで活躍していた時、練習中の事故で腰を強打して腰椎を折り、さらに奇病を併発して肉体的成長が停止してしまったのだ。
日本に帰国してから、名実ともに社会人になるために小学校に復学した彼は、シャーロック・ホームズを崇拝していることから、あこがれの探偵業を夜間の自宅で始める。
豚の体臭ガスとトマトジュースから平和なエネルギーを生み出す技術を狙う「ヒガシノカゼ」に誘拐された同級生の事件に、売れっ子推理童話作家としがない私立探偵の二束のわらじを履く“少年”探偵・ピカソ君が挑む。

## 登場人物
杉本 光素（すぎもと みつもと） / ピカソ君
O型の酉年、水瓶座。私立中学受験を控えた桜町小学校の6年生で、23歳の私立探偵兼童話作家。桜町1-17 ユニコーンハイツの602号室に両親と3人暮らし。
「ピカソ」というのはあだ名で、彼が何かをひらめくと眼鏡がピカリと光ることから。
七三分けの黒髪にウェリントン型の眼鏡をかけた、どんぐりまなこのだんご鼻。ラベンダーブルーのワイシャツにストライプが入った長いネクタイをダブルノットに結び、銀のカフスボタンの入ったフルオーダーメイドの三つ揃いかダブル（色は黒か紺）という、全身高級ブランドのコーディネートで身を固めた小さな伊達男。夏でも服装が変わらず、ウールのロングソックスの上にごついロングブーツを履いた、北国のサラリーマン然とした相当の厚着をしている。ジタノというフランス製の安煙草を愛飲するヘビースモーカーで、職員室以外の校内で一服しようとして担任に注意されたり、事情を知らない一般人をたびたびギョッとさせている。
13年前、リトルリーグ時代のスポーツ事故で成長が止まり（腰椎骨折時の投薬と手術のせいで成長ホルモンの分泌が遮断された、後天性の小人症らしき症状）、ババロワ・サンダラボッチ症候群という血圧と体温が極端に下がる奇病を併発。それから13年間、イギリスでおしめを代えることすらままならない寝たきり生活とリハビリの日々を過ごす。骨を矯正し、復学した現在でも常に厚着をし、発作を止めるワクチン注射を打たなければならない。
窓から見える庭の景色と部屋の百科事典しかない病床で13年間を過ごしたため、雑学についてはジャンルを問わず膨大な知識があるが、算数だけは例外。足し算と引き算以外の数学を「高等数学」と呼び、小学校では分数の掛け算すら悪戦苦闘している。
多摩地区のリトルリーグ「多摩ゲッターズ」時代は小学5年生にしてあらゆる変化球やライザーボールを駆使するエースだった。現在は激しい運動をすると発作が起きるので、掃除当番すら控えている。
解決した事件は大幅な脚色を加え、自分が主人公の推理童話として世間に発表している。探偵業よりも、解決した事件をネタにした童話の印税で収入を得ていて、ゴールドカードを持つほど。
愛車は「黒猫殺人事件」の印税で購入したトマト色のスポーツカー、MAM-コンスタンチンF2。調査だけではなく、寝坊した日の登校にもこっそり使っている（校則違反）。
篠原 さゆり（しのはら さゆり）
ピカソの同級生。町の食堂「一八食堂」の一人娘。共働きの家庭で両親の接客を見て育ったので、年の割には所帯じみた言動が多い。クラスの女子ともあまりつるもうとせず、近所の大学キャンパスを一人たむろする、ませた少女。挿絵では長いウェーブ髪を後ろの低い位置でひとつに括っている。
ピカソのワトソン役に押しかけ立候補し、そのまま探偵助手「ワトソン君」の座に落ち着いているが、算数の苦手なピカソ君の代わりに、宿題写し係として重宝がられることの方が多く、不服がっている。
菅田 伸一郎（すがた しんいちろう）
ピカソの同級生。マメモヤシというあだ名が付いている。現在の「多摩ゲッターズ」のエース。180センチの長身で、13年前の多摩ゲッターズのエースだったピカソのことを「先輩」と呼び敬語で話す。
おもちゃ屋「ラクダ堂」の一人息子で、父親が発明した、豚の体臭ガスとトマトジュースから平和なエネルギーを生み出す技術を狙う「ヒガシノカゼ」に誘拐される。胃腸が弱く、母親に過保護ともいえる心配をされている。
菅田 光三郎（すがた こうざぶろう）
ピカソの同級生、伸一郎（マメモヤシ）の父親。桜町小学校で人気のおもちゃ屋「ラクダ堂」の店主。豚の体から発生する炭酸ガスとトマトジュースの科学的結合を促す「究極のエコエネルギー」を発明するが、学会に無視され、週刊誌からも小馬鹿にされてしまっている。
井之頭 源吾（いのかしら げんご）
ピカソの主治医。ピカソの同級生、敬吾の父。
野原 小麦（のはら こむぎ）
ピカソの同級生で、トップアイドル。マイナー子役だったが、1年前にドラマの主演に抜擢されブレイク、現在は歌手としても女優としても多忙な日々を送る。『西遊記』の三蔵法師役が決まっていた。
白石 丈児（しらいし じょうじ）
アメリカで活躍するメジャーリーガー。「多摩ゲッターズ」時代のピカソ君のライバルだった。

## 備考
青山剛昌の漫画『名探偵コナン』（1994年1月 - ）の作品設定などがこの『ピカソ君の探偵ノート』に類似していることに関して、季刊誌『ぱろる』1996年冬（12月20日）号内のコラム『お作法の時間どす』（2001年、風濤社『これでいいのか、子どもの本!!』収録）にて舟崎が言及している。
それによると舟崎は、この作品の復刊と第2作『マカロニグラタン殺人事件』発表後、「『ピカソ君の探偵ノート』そっくりのマンガが売れていて、TVアニメにもなっているらしい」と読者から指摘されて、初めて『名探偵コナン』の存在を知り、単行本を1冊だけ買って調べてみたところ、状況設定が「極めて似ている」ことを確認した。第1巻のみの確認ではそれが偶然の一致なのかかどうか判断しかねるが、それも面倒であり、先方にこれ以上印税をプレゼントするのも業腹として、知人を介して小学館に事情を質したところ、「作者（青山）は舟崎さんの作品を読んでいないかも知れません。だが、スタッフが『ピカソ君』のシチュエーションを面白がって、一アイデアとして提案した可能性はないとは云えない」という返事だった（同著30ページの記述による）。
後日舟崎は、同著コラムにてこの問い合わせの経緯を公表、当時の小学館の対応の不誠実さに関して「責任の所在がない」「グレてやる」と苦言とも取れるコメントを残している。また『ピカソ君の探偵ノート』シリーズ第3作『大リーガー殺人計画』に「名探偵でコンナひと、ほかにもいたっけピカソ君?」という『名探偵コナン』を意識したあおり文を添えるなどの反応を行っている。

## シリーズ作品
- ピカソ君の探偵帳（1983年、福音館書店）
  - ピカソ君の探偵ノート（1994年、パロル舎）
- マカロニグラタン殺人事件―ピカソ君の探偵ノート（1995年、パロル舎）
- 大リーガー殺人計画―ピカソ君の探偵ノート（2000年、パロル舎）